# Амвросий (Фонтрие)
Амвро́сий (фр. Ambroise, в миру Ахилле́с Фонтрие́, фр. Achilles Fontrier, греч. Αχιλλέας Φοντριέ; 2 июня 1917, Измир, Айдын — 14 января 1992, Париж) — французский православный священнослужитель, архимандрит, переводчик духовной литературы на французский язык, миссионер.
За годы своего служения во Франции сменил целый ряд различных православних юрисдикций: временный западноевропейский экзархат Константинпольского Патриархата (1942—1946), Западноевропейский экзархат Московского Патриархата (1946 — кон. 1940-х), Кафолическая православная церковь Франции (кон. 1940-х — 1960), Русская православная церковь заграницей (1960—1986), греческий авксентьевский синод (1986—1992).

## Биография
Родился 2 июня 1917 года в Смирне, Османская империя. Его отец, Василий, имел французские корни, но по-французски не говорил; мать Кириакула была гречанкой. Был старшим ребёнком в семье.
В 1922 году, когда местное грекоязычное население подверглось кровавым преследованиям со стороны турок, семья бежала во Францию и поселилась в Марселе, где жила в крайней бедности. Его отец умер сравнительно молодым, оставив на его попечении младших братьев и сестёр.
Во франции стал прихожанином временного экзархата Константинопольского Патриархата русской традиции в Западной Европе, возглавляемого митрополитом Евлогием (Георгиевским), в том числе посещал приход Покрова Пресвятой Богородицы на улице Лурмэль, основанный Марией (Скобцовой). Большое влияние имело на него общение со священником Валентином де Бахстом, активным участником французского сопротивления.
В 1942 году, в разгар войны, Валентин де Бахст рекомендовал Ахиллеса Фонтрие как кандидата в священники. В том же году он был пострижен в монашество с именем Амвросий и рукоположён в сан диакона и священника митрополитом Евлогием (Георгиевским). Служил священником в русской церкви, окормлявшей греческую общину в Мартиге, неподалеку от Марселя. В послевоенный период, вслед за митрополитом Евлогием, вошёл в ведение Московского Патриархата. Служил на приходе около Марселя. Начальник Братства святого Фотия Николай Полторацкий так охарактеризовал митрополиту Николаю (Ярушевичу) отца Амвросия в 1946 году: «Это очень достойный и культурный молодой инок и пастырь (28 лет), преданный Церкви Православной и именно Русской Церкви, так как во многом разочарован в отношении Церкви греческой, её упадническим состоянием и недостатком жертвенного духа греческого духовенства, в особенности епископата. Будучи подлинным православным от рождения, греком по происхождению, со стороны своей м[а]тери, он, вместе с тем, является настоящим французом по культуре и по подданству, даже не знающим, кроме Франции, никакой другой страны».
Примкнул к возглавляемой протоиереем Евграфом Ковалевским Французской Православной Церкви, ориентированной на проповедь православия французам и проводившей богослужения по реконструированному галликанскому обряду. До 1953 года данное объединение действовало под омофором Московского патриарха, а затем обособилась, но в 1960 году по ходатайству святителя Иоанном (Максимовичем) была принята в состав Русской Православной Церкви Заграницей. Многие годы являлся настоятелем прихода в Марселе, основал несколько приходов во Франции — в Париже, Лионе, Монпелье, и в чрезвычайно сложных условиях организовал там церковную службу на французском языке. Преподавал богословие в Свято-Дионисиевском богословском институте в Париже. В 1960—1982 годы им была проведена большая работа по переводу на французский святоотеческой литературы, изъяснению богослужений, написанию икон и православной катехизации. Он сам перевёл богослужебные тексты, а один из его верных друзей и крестников — француз Жан-Жозеф Беркар, профессор университета и многоопытный музыковед, написал на основе славянских распевов музыку для французского текста.
В 1960 году, когда он посетил в Грецию, друзья повели его на могилу тогда ещё неканонизированного Нектария Эгинского. Инокини монастыря рассказали ему о святителе, дали частицу его мощей для парижского прихода. По возвращении во Францию он написал первую икону святителя Нектария, составил первое житие святителя Нектария и сам напечатал его на старом печатном станке в нескольких экземплярах, предназначенных для прихожан храма.
В 1966 году не последовал за епископом Иоанном-Нектарием (Ковалевским), который увёл за собой значительную часть приходов «Французской Православной Церкви», и остался в ведении Русской Зарубежной Церкви. Несмотря на то, что традиция совершения западного обряда в Русской Зарубежной Церкви была упразднена, приходам бывшей Сен-Денийской епархии было дозволено совершение византийского богослужения на французском языке. Кроме того, из осколков Сен-Денийской епархии была образована «Французская Православная Миссия», имевшая особый церковный статус и по-прежнему ориентированная на православное миссионерское служение в западном мире. В то время был удостоен сана архимандрита.
По воспоминаниям протоиерея Вениамина Жукова, под влиянием «двух молодых священников-философов», Патрикия Рансона и Иосифа Терещенко, «произошла некая „радикализация“. О. Амвросий сразу стал огораживать своих прихожан от общения с русскими и „переключился“ на всё греческое; он стал ездить в Грецию, устраивать паломничества; поначалу упорствующий в новом стиле и только по настоянию Вл. Антония принявший старый стиль, он сблизился в Греции с старостильниками, подружился с о. Киприаном (будущим митрополитом Филийским), закладывал с ним первый камень его церкви. Позже с ним поссорился, упрекая своего долголетнего друга в практике мнимых исцелений экзорсизмами за деньги».
В 1982 году архимандрит Амвросий упомянут как благочинный французских приходов Русской Православной Церкви Заграницей и настоятель Троицкой церкви (франкоязычного прихода) в Париже.
В 1986 году в Русской Православной Церкви Заграницей произошло большое смущение, вызванное громкими обвинениями насельников Бостонского Преображенского мужского монастыря во главе с архимандритом Пантелеимоном (Митропулосом) в адрес священноначалия, которое якобы было подвержено «ереси экуменизма». В то время архимандрит Амвросий заявил о своём несогласии с внутрицерковной политикой, проводимой первоиерархом митрополитом Виталием (Устиновым), и о выходе Французской Православной Миссии из канонического подчинения Синоду Русской Зарубежной Церкви. Одной из побуждающих причин ухода архимандрита Амвросия было его недовольство правящим архиереем Западно-Европейской епархии архиепископом Антонием (Бартошевичем). Испытывая большие симпатии к греческим раскольникам-старокалендаристам, начальник Французской Православной Миссии обвинил своего правящего архиерея в недоверии греческим «собратьям», а также в потворстве открытию на территории епархии церковных приходов, совершающих богослужения по новому календарному стилю. Архимандрита Амвросия также смущало то, что архиепископ Антоний был единственным иерархом РПЦЗ, не подписавшимся в 1969 году под синодальным постановлением о признании действительности иерархии старостильного «флоринитского» Синода Церкви Истинных Православных Христиан (ИПХ) Греции. На момент выхода из юрисдикции РПЦЗ Французская Миссия во главе с архимандритом Амвросием объединяла около 30 небольших приходов.
Сначала группа перешла под омофор архиепископа афинского Хризостома II, но, будучи шокирована монастырем этой юрисдикции в Лавардаке, Франция, перешла в подчинение архиепископа афинского Авксентия (Пастраса). Этим они вступили в общение с окормляющимся у него бостонским синодом.
Во второй половине 1980-х годов «Французской миссией» были основаны церковный приход западного обряда в Великобритании и братство имени святого Григория Паламы, целью которого было свидетельство западному христианству о православии и противостояние экуменизму. В 1988 году Французская православная миссия была преобразована во Французский Экзархат Авксентьевского синода. В 1988—1995 годы на должности Экзарха пребывал клирик бывшей Французской миссии иерей Патрикий Рансон. Начиная с 1986 года для Французского экзархата регулярно совершались хиротонии священнослужителей, проводимые первоиерархом Авксентьевского синода церкви ИПХ Греции архиепископом Афинским Авксентием (Пастрасом). В 1989 году для французских приходов «авксентьевцы» рукоположили Фотия (Терещенко) во епископа Лугундского и Галльского.
Скончался 14 января 1992 года в парижской больнице.

## Труды
- Приложение II Некоторые недавние православные отклики на обсуждение вопроса о загробной жизни // Серафим (Роуз), иером. Душа после смерти : Современ. «посмерт.» опыты в свете учения Православ. Церкви : (С прил. рассказа блаж. Федоры о мытарствах) : Пер. с англ. / Иеромонах Серафим (Роуз). — М. : Информ. изд. фирма «МАКАО И К&О», 1991. — 247 с. — ISBN 5-86644-002-4
- Saint Nectaire d'Égine. Esquisse biographique. — Paris, L'Âge d’Homme, 1985. — 143 pp.
  - Saint Nectaire d'Égine — esquisse biographique / Préface de Justin Popović. — Lausanne: Âge d'homme, 1993. — 158 с. — ISBN 978-2-8251-0405-7.
  - Житие на Св. Нектарий Егински: Биогр. очерк / Амвросий Фонтрие, Прев. от гр. ез. Иван Ж. Димитров. — София: Иори 92, 1995 — 59 с.
  - Святитель Нектарий Эгинский: жизнеописание. — Москва : Изд-во Моск. подворья Св.-Троицкой Сергиевой Лавры, 1998. — 220 с. — ISBN 5-7789-0038-4
  - Святитель Нектарий Эгинский: биографический очерк. Письма монахиням Свято-Троицкого монастыря. — Москва : Богородице-Сергиева пустынь, 2010. — 276 с. — ISBN 978-5-98268-006-8